# 2357 Phereclos
2357 Phereclos је Јупитеров тројански астероид. Приближан пречник астероида је 94,90 ,
а средња удаљеност астероида од Сунца износи 5,201 астрономских јединица (АЈ).
Инклинација (нагиб) орбите у односу на раван еклиптике је 2,668 степени, а орбитални период износи 4332,978 дана (11,863 годину). Ексцентрицитет орбите астероида износи 0,045.
Апсолутна магнитуда астероида износи 8,94 а геометријски албедо 0,052.
Астероид је откривен 1. јануара 1981. године.